# Nugúïx
El Nugúïx - Нугуш (rus) - és un riu de Rússia, és un afluent per la dreta del Bélaia, passa per la República de Baixkíria.
Neix a l'Uraltau, un massís meridional dels Urals, baixa cap al Bélaia en un curs de 235 km. Es glaça des de començaments de novembre a començaments d'abril. Té un dels cabals més ràpids en comparació als grans rius de Baixkíria, per això és un riu molt popular per al ràfting. Travessa el parc nacional de Baixkíria.

## Galeria d'imatges

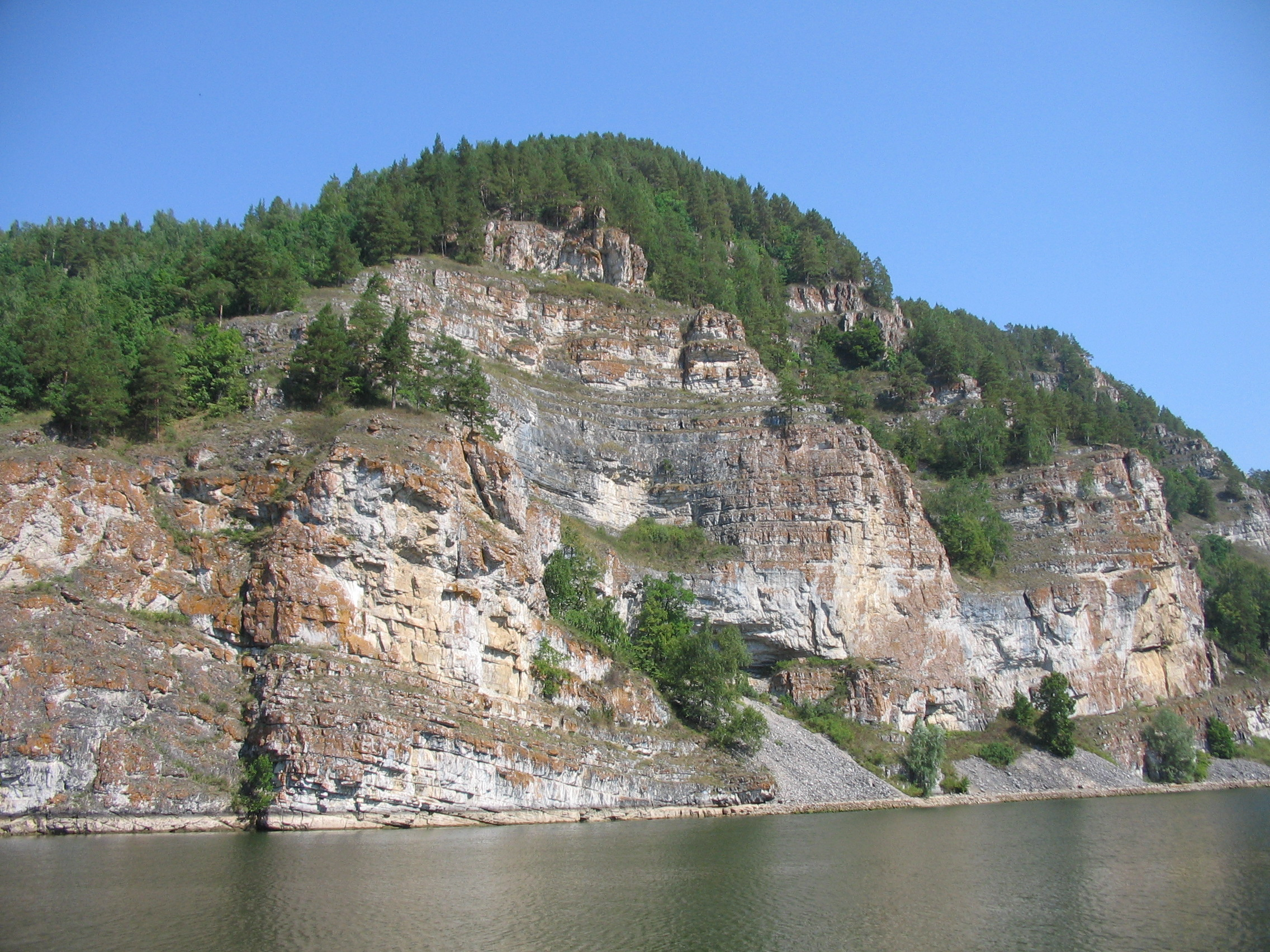
Vores de l'embassament de Nugúïx
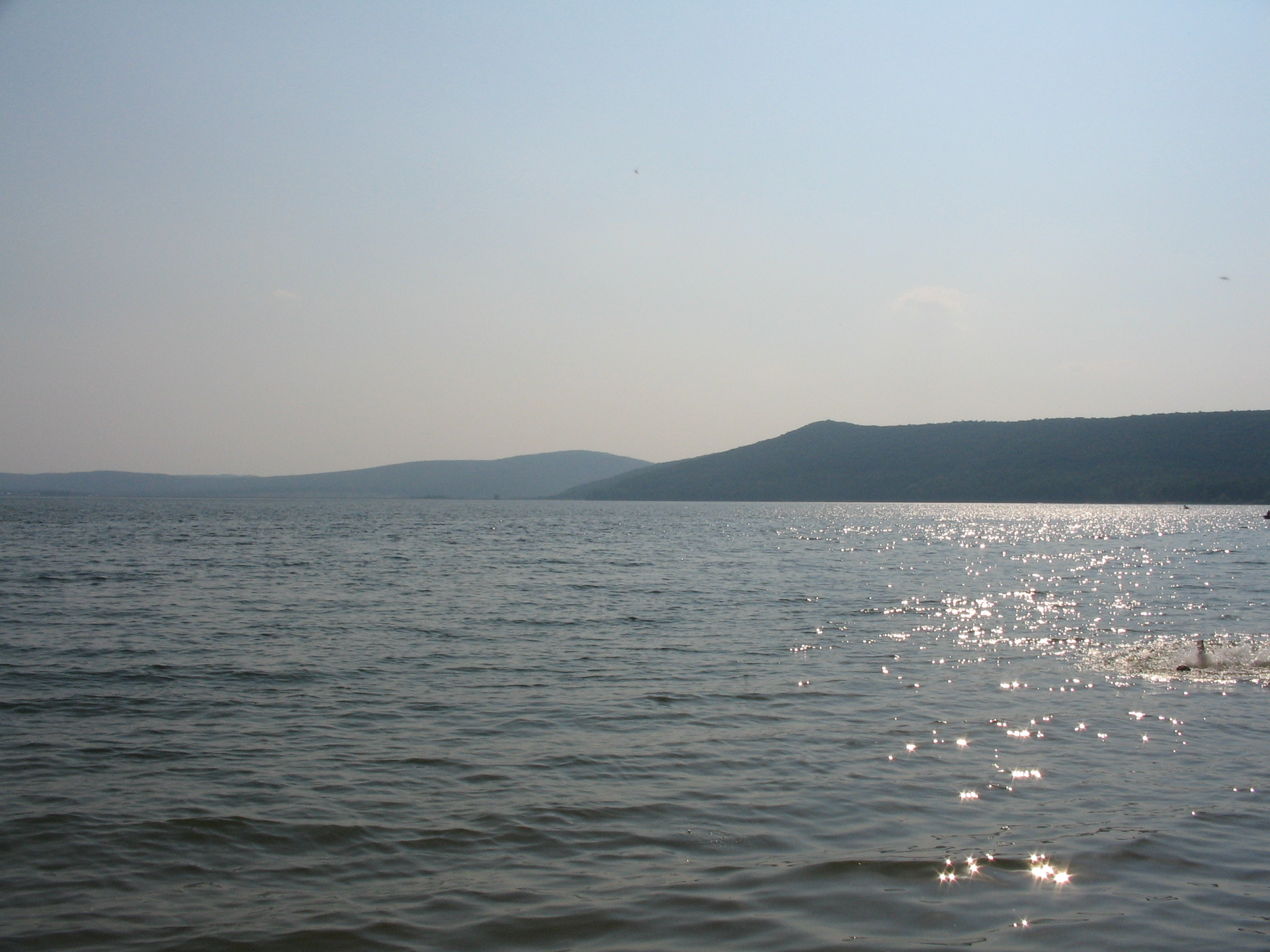
Vista de l'embassament de Nugúïx
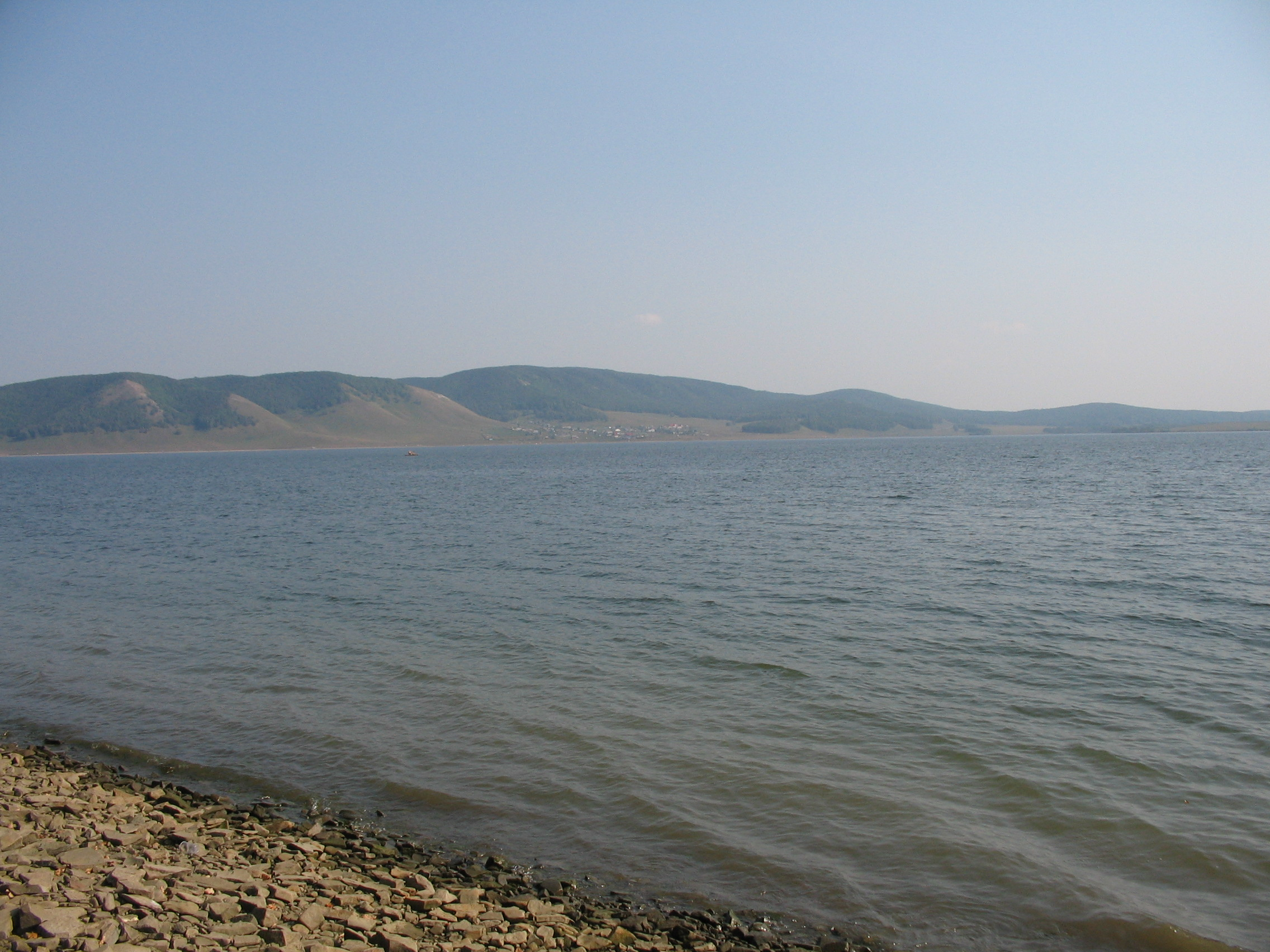
Platges de l'embassament de Nugúïx